# Edwin Pech

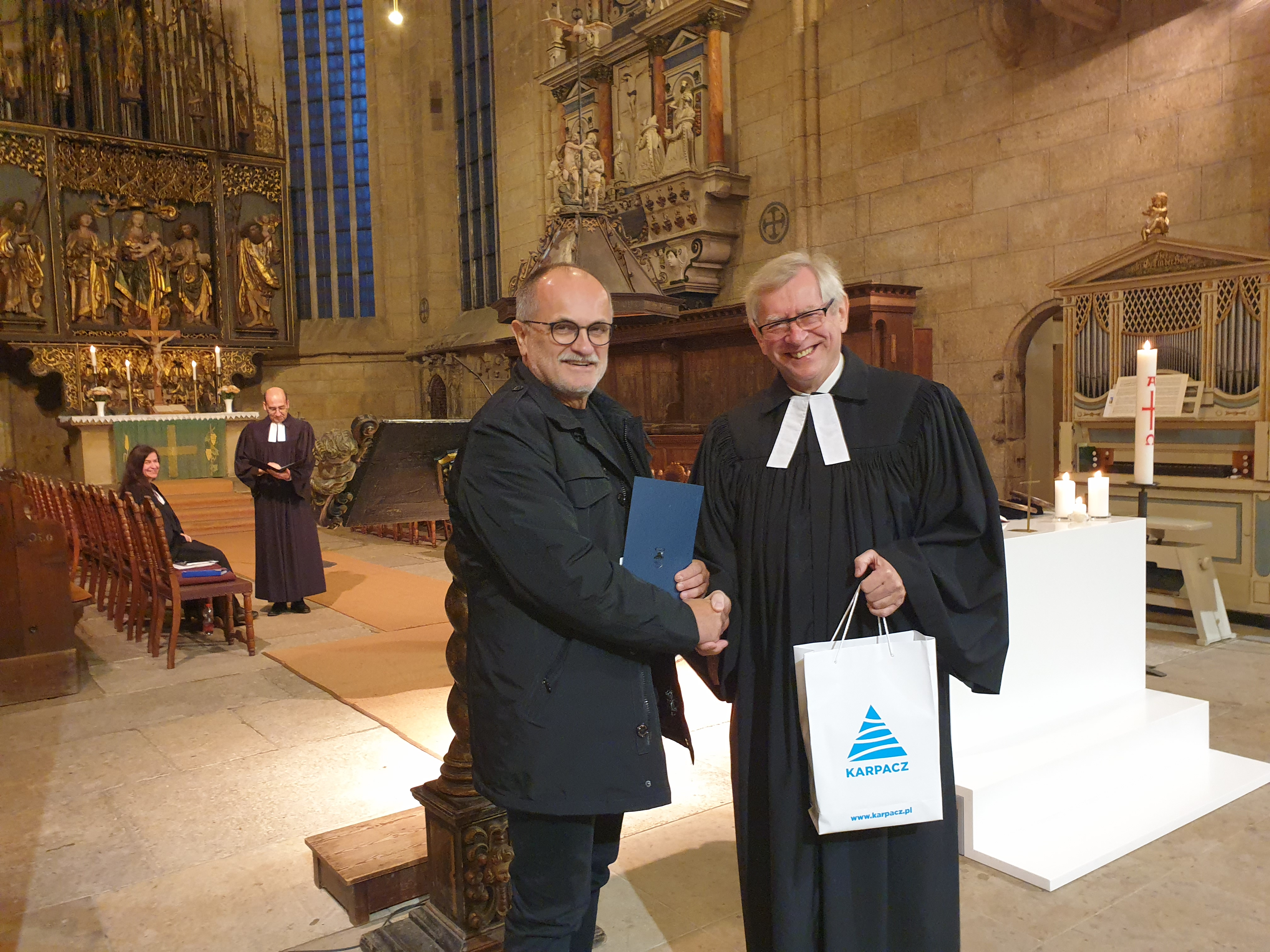
Besuch des ökumenischen Chores der Kirche Wang in Kamenz im Oktober 2022: Pfarrer Edwin Pech überbringt die Grüße des Bürgermeisters der Partnerstadt Karpacz, Radosław Jęcek, für Oberbürgermeister Roland Dantz.

Edwin Pech (* 5. Januar 1960 in Gajówka) ist ein Geistlicher der Evangelisch-Augsburgischen Kirche in Polen, Pfarrer der Evangelisch-Augsburgischen Gemeinde in Karpacz, Autor, Initiator der Sanierungsarbeiten an der Stabkirche Wang und Mitinitiator des Projektes „Via Sacra“.

## Lebenslauf
Edwin Pech studierte Theologie an der Christlich-Theologischen Akademie in Warschau. Nach einem Praktikum in der evangelischen Gemeinde in Cieszyn wurde er am 28. Dezember 1986 in der evangelischen Kirche in Skoczów ordiniert. Bis 1989 war er Vikar in der Gemeinde Cieszyn. 1990 wurde an die evangelische Kirche Wang in Karpacz entsandt. Ab 1991 war Pfarrstellenverwalter. Am 7. November 1992 wurde er als Gemeindepfarrer gewählt und in dieses Amt eingeführt.
Von 1996 bis 2006 war er Kirchenrat der Diözese Breslau. Von 2001 bis 2006 war er Mitglied, ab 2007 Vorsitzender der Kommission für Evangelisation und Mission der Wrocławer Diözese. Von 2002 bis 2017 war er Mitglied der Synode der Evangelisch-Augsburgischen Kirche in Polen. Von 2002 bis 2006 war er Vorsitzender der Synodalen Revisionskommission, anschließend Vorsitzender der Synodalkommission für Wirtschaft und Verwaltung. Vom April 2007 bis 2012 war Edwin Pech Vorsitzender der Kommission der XII. Synode für Verwaltung und Wirtschaft. Von 2009 bis 2014 Mitglied des Synodalrates der Kirche. Am 14. April 2012 wurde er erneut zum Mitglied des Synodalrates gewählt, in der er Stellvertretender Vorsitzender war. Von 2014 bis 2022 war er Konsistorialrat der Evangelisch-Augsburgischen Kirche in Polen.
Am 12. Dezember 2007 erhielt er im Łazienki-Palast in Warschau den Bruder-Albert-Preis für herausragende Errungenschaften auf dem Gebiet der Ökumene. Er setzt sich intensiv für die Ökumene in Polen, aber auch nach Deutschland ein, wohin er vielfältige Kontakte und Freundschaften hat. Er hat aktiven Anteil an der Gestaltung der Partnerschaft seiner Kirchengemeinde zur evangelisch-lutherischen Gemeinde in Kamenz. Edwin Pech hat den Dreieck-Pilgerweg Via Sacra mitgestaltet und u. a. einen Bildband zu diesem Pilgerweg herausgegeben. 
Edwin Pech ist verheiratet und hat zwei Söhne.